# 1281
1281 (MCCLXXXI) var ett normalår som började en onsdag i den julianska kalendern.

## Händelser

### Februari
- 21 februari – Sedan Nicolaus III har avlidit året innan väljs Simon de Brion till påve och tar namnet Martin IV.[1]

### Juli
- 29 juli – Magnus Ladulås hustru Helvig av Holstein kröns till drottning av Sverige, vilket är den första kända kröningen av en svensk drottning.

### Augusti
- 15 augusti – Mongolernas invasion av Japan stoppas när en "gudomlig vind" (kamikaze) förstör 80% av den invaderande flottan.

### November
- 13 november – Hertigdömet Teschen grundas.[2]

### Okänt datum
- Magnus Ladulås kungör ett frihetsbrev för kyrkan, där den blir fullständigt skattefri och all böter på kyrkans jordar tillfaller biskoparna.
- Kring Petrus de Dacia samlas i Skänninge ett antal religiösa kvinnor, som, under ledning av den heliga Ingrid, grundar Sveriges första kvinnliga dominikanerkloster.
- Kung Magnus reglerar ölänningarnas skatteleveranser till en icke namngiven borg, troligen Borgholms slott, som dock inte nämns i dokument förrän 1285.
- Johan Odulfsson blir ny svensk ärkebiskop, men vigs ej till ämbetet.
- Biskop Brynolf Algotsson i Skara utfärdar en stadga om tionde, helgdagar med förhöjd frid och om incest.
- Osmanska riket uppstår.
- Mongolerna drivs bort från Japan genom en tyfon, kallad kamikaze.

## Födda
- 18 maj – Agnes av Österrike, drottning av Ungern.

## Avlidna
- 25 oktober – Jakob Israelsson, svensk ärkebiskop sedan 1277.

### Fotnoter
1. ↑  ”Roman Catholic Church” (på engelska). World Statesmen. http://www.worldstatesmen.org/Catholic.html. Läst 23 november 2012.
2. ↑  World Statesmen (läst 3 april 2011)